# غلورآباد (مقاطعة فهرج)
غلورآباد (بالفارسية: غلورآباد) هي قرية تقع في البلدة المركزية في إيران. يقدر عدد سكانها بـ 198 نسمة بحسب إحصاء 2016.